# Битка при Тунис (255 г. пр. н. е.)
Битката при Тунис е битка между римски и картагенски войски по време на Първата пуническа война, състояла се през 255 г. пр.н.е. край древния град Тунис, на югозападните подстъпи към Картаген.
Картагенските войски (12 000 пехота, 4000 конница, 100 бойни слона), предвождани от спартанеца Ксантип, разгромяват напълно римската армия (от над 15 000 души оцеляват само 2000) и пленяват предводителя ѝ Марк Атилий Регул.
С това е сложен край на първото римско нашествие в Северна Африка, а Картаген възстановява властта си над днешен Тунис. Остатъците от римската войска са евакуирани по море през същата година.